# Monosyntaxis bipunctata
Monosyntaxis bipunctata är en fjärilsart som beskrevs av Bethune-Baker 1904. Monosyntaxis bipunctata ingår i släktet Monosyntaxis och familjen björnspinnare. Inga underarter finns listade i Catalogue of Life.